# Élections législatives de 1914 dans la Seine-Inférieure
 (juillet 2025).
Si vous disposez d'ouvrages ou d'articles de référence ou si vous connaissez des sites web de qualité traitant du thème abordé ici, merci de compléter l'article en donnant les références utiles à sa vérifiabilité et en les liant à la section « Notes et références ».
Les élections législatives de 1914 ont eu lieu les 26 avril et 10 mai.

## Élus
Les élus des élections législatives de 1914 dans la Seine-Inférieure sont, :
|    | Circonscription | Député sortant |  | Groupe parlementaire | Député élu                            |  | Groupe parlementaire                |
| -- | --------------- | -------------- |  | -------------------- | ------------------------------------- |  | ----------------------------------- |
| 1  | 1re de Dieppe   |                |  |                      | Paul Bignon                           |  | Républicains de gauche              |
| 2  | 2e de Dieppe    |                |  |                      | Daniel de Folleville                  |  | Républicains de gauche              |
| 3  | 1re du Havre    |                |  |                      | Jules Siegfried                       |  | Républicains de gauche              |
| 4  | 2e du Havre     |                |  |                      | Georges Ancel                         |  | Non inscrit                         |
| 5  | 3e du Havre     |                |  |                      | Georges Bureau                        |  | Républicains de gauche              |
| 6  | Neufchâtel      |                |  |                      | Georges Bouctot                       |  | Républicains de gauche              |
| 7  | 1re de Rouen    |                |  |                      | Maurice Nibelle                       |  | Parti radical et radical-socialiste |
| 8  | 2e de Rouen     |                |  |                      | Robert de Pomereu                     |  | Action libérale                     |
| 9  | 3e de Rouen     |                |  |                      | Amédée Peyroux                        |  | Fédération républicaine             |
| 10 | 4e de Rouen     |                |  |                      | Pierre-Adalbert de Frotier de Bagneux |  | Non inscrit                         |
| 11 | Yvetot          |                |  |                      | André Lavoinne                        |  | Républicains de gauche              |

## Résultats à l'échelle du département
| Partis         | Partis                                           | Premier tour | Premier tour | Deuxième tour | Deuxième tour | Sièges |
| Partis         | Partis                                           | Voix         | %            | Voix          | %             | Sièges |
| -------------- | ------------------------------------------------ | ------------ | ------------ | ------------- | ------------- | ------ |
|                | Parti républicain démocratique                   | 56 760       | 38,93        |               |               | 6      |
|                | Fédération républicaine                          | 37 551       | 25,75        | 12 099        | 46,34         | 3      |
|                | Section française de l'Internationale ouvrière   | 21 578       | 14,80        | 6 469         | 24,77         | 0      |
|                | Parti républicain, radical et radical-socialiste | 12 398       | 8,50         | 7 528         | 28,83         | 1      |
|                | Action libérale populaire                        | 11 994       | 8,23         |               |               | 1      |
|                | Droite                                           | 4 970        | 3,41         | 0             |               |        |
|                | Divers                                           | 553          | 0,38         | 15            | 0,06          | 0      |
|                |                                                  |              |              |               |               |        |
| Inscrits       | Inscrits                                         | 218 570      | 100,00       | 33 472        | 100,00        | 11     |
| Votants        | Votants                                          | 159 861      | 73,14        | 26 364        | 78,76         |        |
| Abstention     | Abstention                                       | 58 709       | 26,86        | 7 108         | 21,24         |        |
| Blancs et nuls | Blancs et nuls                                   | 14 057       | 8,79         | 253           | 0,96          |        |
| Exprimés       | Exprimés                                         | 145 804      | 91,21        | 26 111        | 99,04         |        |

## Résultats par arrondissement

### Arrondissement de Dieppe

#### 1recirconscription
| Candidats      | Candidats      | Étiquette      | Premier tour | Premier tour |
| Candidats      | Candidats      | Étiquette      | Voix         | %            |
| -------------- | -------------- | -------------- | ------------ | ------------ |
|                | Paul Bignon    | PRD            | 6 889        | 55,69        |
|                | De Meur        | Droite         | 4 970        | 40,17        |
|                | Leymarie       | SFIO           | 512          | 4,14         |
|                |                |                |              |              |
| Inscrits       | Inscrits       | Inscrits       | 15 601       | 100,00       |
| Votants        | Votants        | Votants        | 12 592       | 80,71        |
| Abstention     | Abstention     | Abstention     | 3 009        | 19,29        |
| Blancs et nuls | Blancs et nuls | Blancs et nuls | 220          | 1,76         |
| Exprimés       | Exprimés       | Exprimés       | 12 371       | 98,24        |

#### 2ecirconscription
| Candidats      | Candidats            | Étiquette      | Premier tour | Premier tour |
| Candidats      | Candidats            | Étiquette      | Voix         | %            |
| -------------- | -------------------- | -------------- | ------------ | ------------ |
|                | Daniel de Folleville | PRD            | 7 283        | 99,05        |
|                | Gicquet              | SFIO           | 70           | 0,95         |
|                |                      |                |              |              |
| Inscrits       | Inscrits             | Inscrits       | 12 105       | 100,00       |
| Votants        | Votants              | Votants        | 8 606        | 71,09        |
| Abstention     | Abstention           | Abstention     | 3 499        | 28,91        |
| Blancs et nuls | Blancs et nuls       | Blancs et nuls | 1 253        | 14,56        |
| Exprimés       | Exprimés             | Exprimés       | 7 353        | 85,44        |

### Arrondissement du Havre

#### 1recirconscription
| Candidats      | Candidats       | Étiquette      | Premier tour | Premier tour |
| Candidats      | Candidats       | Étiquette      | Voix         | %            |
| -------------- | --------------- | -------------- | ------------ | ------------ |
|                | Jules Siegfried | PRD            | 7 538        | 72,22        |
|                | Le Chapelain    | SFIO           | 2 775        | 26,59        |
|                | Divers          | Divers         | 124          | 1,19         |
|                |                 |                |              |              |
| Inscrits       | Inscrits        | Inscrits       | 20 929       | 100,00       |
| Votants        | Votants         | Votants        | 12 048       | 57,57        |
| Abstention     | Abstention      | Abstention     | 8 881        | 42,43        |
| Blancs et nuls | Blancs et nuls  | Blancs et nuls | 1 611        | 13,37        |
| Exprimés       | Exprimés        | Exprimés       | 10 437       | 86,63        |

#### 2ecirconscription
| Candidats      | Candidats      | Étiquette      | Premier tour | Premier tour |
| Candidats      | Candidats      | Étiquette      | Voix         | %            |
| -------------- | -------------- | -------------- | ------------ | ------------ |
|                | Georges Ancel  | FR             | 10 515       | 57,83        |
|                | Cloarec        | PRD            | 4 579        | 25,18        |
|                | Lartigue       | SFIO           | 3 089        | 16,99        |
|                |                |                |              |              |
| Inscrits       | Inscrits       | Inscrits       | 26 849       | 100,00       |
| Votants        | Votants        | Votants        | 18 699       | 69,65        |
| Abstention     | Abstention     | Abstention     | 8 150        | 30,35        |
| Blancs et nuls | Blancs et nuls | Blancs et nuls | 516          | 2,76         |
| Exprimés       | Exprimés       | Exprimés       | 18 183       | 97,24        |

#### 3ecirconscription
| Candidats      | Candidats      | Étiquette      | Premier tour | Premier tour |
| Candidats      | Candidats      | Étiquette      | Voix         | %            |
| -------------- | -------------- | -------------- | ------------ | ------------ |
|                | Georges Bureau | PRD            | 9 282        | 55,52        |
|                | Guillard       | FR             | 7 227        | 43,23        |
|                | Divers         | Divers         | 209          | 1,25         |
|                |                |                |              |              |
| Inscrits       | Inscrits       | Inscrits       | 20 907       | 100,00       |
| Votants        | Votants        | Votants        | 16 889       | 80,78        |
| Abstention     | Abstention     | Abstention     | 4 018        | 19,22        |
| Blancs et nuls | Blancs et nuls | Blancs et nuls | 170          | 1,01         |
| Exprimés       | Exprimés       | Exprimés       | 16 718       | 98,99        |

### Arrondissement de Neufchâtel
| Candidats      | Candidats       | Étiquette      | Premier tour | Premier tour |
| Candidats      | Candidats       | Étiquette      | Voix         | %            |
| -------------- | --------------- | -------------- | ------------ | ------------ |
|                | Georges Bouctot | PRD            | 11 113       | 93,89        |
|                | Delavillé       | SFIO           | 624          | 5,27         |
|                | Divers          | Divers         | 99           | 0,84         |
|                |                 |                |              |              |
| Inscrits       | Inscrits        | Inscrits       | 19 574       | 100,00       |
| Votants        | Votants         | Votants        | 13 995       | 71,50        |
| Abstention     | Abstention      | Abstention     | 5 579        | 28,50        |
| Blancs et nuls | Blancs et nuls  | Blancs et nuls | 2 159        | 15,43        |
| Exprimés       | Exprimés        | Exprimés       | 11 836       | 84,57        |

### Arrondissement de Rouen

#### 1recirconscription
| Candidats      | Candidats       | Étiquette      | Premier tour | Premier tour | Deuxième tour | Deuxième tour |
| Candidats      | Candidats       | Étiquette      | Voix         | %            | Voix          | %             |
| -------------- | --------------- | -------------- | ------------ | ------------ | ------------- | ------------- |
|                | Maurice Nibelle | PRRRS          | 6 396        | 49,92        | 7 528         | 58,50         |
|                | Malathiré       | FR             | 4 488        | 35,03        |               |               |
|                | Boucher         | ALP            | 982          | 7,66         |               |               |
|                | Waroquier       | SFIO           | 837          | 6,53         |               |               |
|                | Robert          | FR             |              |              | 5 336         | 41,47         |
|                | Divers          | Divers         | 110          | 0,86         | 4             | 0,03          |
|                |                 |                |              |              |               |               |
| Inscrits       | Inscrits        | Inscrits       | 17 334       | 100,00       | 17 334        | 100,00        |
| Votants        | Votants         | Votants        | 13 090       | 75,52        | 12 999        | 74,99         |
| Abstention     | Abstention      | Abstention     | 4 244        | 24,48        | 4 335         | 25,01         |
| Blancs et nuls | Blancs et nuls  | Blancs et nuls | 277          | 2,12         | 131           | 1,01          |
| Exprimés       | Exprimés        | Exprimés       | 12 813       | 97,88        | 12 868        | 98,99         |

#### 2ecirconscription
| Candidats      | Candidats         | Étiquette      | Premier tour | Premier tour |
| Candidats      | Candidats         | Étiquette      | Voix         | %            |
| -------------- | ----------------- | -------------- | ------------ | ------------ |
|                | Robert de Pomereu | ALP            | 11 012       | 56,59        |
|                | Tilloy            | SFIO           | 4 890        | 25,13        |
|                | Robert Longray    | PRRRS          | 3 556        | 18,28        |
|                |                   |                |              |              |
| Inscrits       | Inscrits          | Inscrits       | 25 589       | 100,00       |
| Votants        | Votants           | Votants        | 19 861       | 77,62        |
| Abstention     | Abstention        | Abstention     | 5 728        | 22,38        |
| Blancs et nuls | Blancs et nuls    | Blancs et nuls | 403          | 2,03         |
| Exprimés       | Exprimés          | Exprimés       | 19 458       | 97,97        |

#### 3ecirconscription
| Candidats      | Candidats      | Étiquette      | Premier tour | Premier tour | Deuxième tour | Deuxième tour |
| Candidats      | Candidats      | Étiquette      | Voix         | %            | Voix          | %             |
| -------------- | -------------- | -------------- | ------------ | ------------ | ------------- | ------------- |
|                | Amédée Peyroux | FR             | 6 206        | 47,78        | 6 763         | 51,07         |
|                | Poisson        | SFIO           | 4 336        | 33,38        | 6 469         | 48,85         |
|                | Devilliers     | PRRRS          | 2 446        | 18,83        |               |               |
|                | Divers         | Divers         |              |              | 11            | 0,08          |
|                |                |                |              |              |               |               |
| Inscrits       | Inscrits       | Inscrits       | 17 147       | 100,00       | 16 138        | 100,00        |
| Votants        | Votants        | Votants        | 13 134       | 76,60        | 13 365        | 82,82         |
| Abstention     | Abstention     | Abstention     | 4 013        | 23,40        | 2 773         | 17,18         |
| Blancs et nuls | Blancs et nuls | Blancs et nuls | 146          | 1,11         | 122           | 0,91          |
| Exprimés       | Exprimés       | Exprimés       | 12 988       | 98,89        | 13 243        | 99,09         |

#### 4ecirconscription
| Candidats      | Candidats                             | Étiquette      | Premier tour | Premier tour |
| Candidats      | Candidats                             | Étiquette      | Voix         | %            |
| -------------- | ------------------------------------- | -------------- | ------------ | ------------ |
|                | Pierre-Adalbert de Frotier de Bagneux | FR             | 9 115        | 71,02        |
|                | Bazire                                | SFIO           | 3 709        | 28,90        |
|                | Divers                                | Divers         | 11           | 0,09         |
|                |                                       |                |              |              |
| Inscrits       | Inscrits                              | Inscrits       | 18 837       | 100,00       |
| Votants        | Votants                               | Votants        | 14 044       | 74,56        |
| Abstention     | Abstention                            | Abstention     | 4 793        | 25,44        |
| Blancs et nuls | Blancs et nuls                        | Blancs et nuls | 1209         | 8,61         |
| Exprimés       | Exprimés                              | Exprimés       | 12 835       | 91,39        |

### Arrondissement d'Yvetot
| Candidats      | Candidats      | Étiquette      | Premier tour | Premier tour |
| Candidats      | Candidats      | Étiquette      | Voix         | %            |
| -------------- | -------------- | -------------- | ------------ | ------------ |
|                | André Lavoinne | PRD            | 10 076       | 93,19        |
|                | Courmont       | SFIO           | 736          | 6,81         |
|                |                |                |              |              |
| Inscrits       | Inscrits       | Inscrits       | 23 698       | 100,00       |
| Votants        | Votants        | Votants        | 16 903       | 71,33        |
| Abstention     | Abstention     | Abstention     | 6 795        | 28,67        |
| Blancs et nuls | Blancs et nuls | Blancs et nuls | 6 091        | 36,04        |
| Exprimés       | Exprimés       | Exprimés       | 10 812       | 63,96        |